# Procesy minerałotwórcze
Warunki powstawania minerałów i skał. W skorupie ziemskiej, czyli litosferze rozróżniamy kilka stref, w których odbywają się procesy minerałotwórcze i skałotwórcze. Są to strefy:
- wietrzenia,
- diagenezy,
- metamorfizmu.

Wszystkie utwory stanowiące materiał glebowy powstają w głębi Ziemi lub pod jej wierzchnią warstwą. Procesy te związane są z energią wewnętrzną Ziemi i są zwane procesami endogenicznymi i egzogenicznymi. 
Do zjawisk endogenicznych należą m.in. procesy plutoniczne (głębinowe), podczas których pod wpływem bardzo wysokiej temperatury oraz rozpadu pierwiastków promieniotwórczych tworzy się magma stanowiąca ciekły, gorący stop złożony z różnych związków, głównie krzemionki, tlenków glinu, żelaza, wapnia, magnezu, sodu, potasu i innych. 
Skały powstające w wyniku stygnięcia magmy i jej krystalizacji z uwagi na zawartość krzemionki podzielono na:
- skały kwaśne,
- skały obojętne,
- skały zasadowe,
- skały ultrazasadowe.

Magma znajdująca się w głębi Ziemi w stanie płynnym, może być pod wysokim ciśnieniem wyrzucona na zewnątrz skorupy ziemskiej i jest to związane ze zjawiskami wulkanicznymi.
Natomiast magma zastygła wewnątrz Ziemi pod wpływem wysokiego ciśnienia podlega krystalizacji, co daje początek skałom magmowym głębinowym, zwanym również skałami plutonicznymi.